# جيمس كلوتير
جيمس كلوتير (بالإنجليزية: James Cloutier)‏ هو مصمم جرافيك أمريكي، ولد في 26 يناير 1938.